# The Door That Has No Key
The Door That Has No Key é um filme de drama mudo produzido no Reino Unido e lançado em 1921. É considerado um filme perdido.